# Grand Jeté
Grand Jeté ist ein deutscher Spielfilm von Isabelle Stever aus dem Jahr 2022. Das Drama basiert auf dem 2017 erschienenen Roman Fürsorge von Anke Stelling. Im Mittelpunkt der Handlung steht eine frühere Berufstänzerin und Tanzlehrerin (dargestellt von Sarah Nevada Grether), die eine inzestuöse Liebesbeziehung mit ihrem Sohn (Emil von Schönfels) eingeht, von dem sie sich entfremdet hatte.
Die Weltpremiere fand im Februar 2022 bei den 72. Internationalen Filmfestspielen Berlin statt.

## Handlung
Die ehemalige Ballerina Nadja unterrichtet als Tanzlehrerin junge Mädchen. Von ihrer eigenen Tanzkarriere hat sie gesundheitliche Schäden davongetragen, die sich nun bemerkbar machen. Neben blutenden Zehen sind das Ekzeme am Hals, die wie Blutergüsse aussehen.
Als junge Frau hat Nadja mit Mario einen Sohn zur Welt gebracht. Sie kümmerte sich aber nicht um ihn und gab ihn bei ihrer Mutter ab. Obwohl Nadja nicht dazu fähig war, mütterliche Gefühle für ihr Kind zu entwickeln, steht sie eines Tages vor Marios Tür. Er hat sie lange Zeit nicht gesehen. Ähnlich wie Nadja damals beim Tanzen, stählt Mario seinen Körper täglich im Fitnessstudio. Aus dem Interesse wird bald Begehren nach ihrem Sohn und dessen trainiertem Körper. Nadja und Mario beginnen sich einander körperlich immer stärker anzunähern und es kommt zu sexuellen Handlungen.

## Veröffentlichung
Grand Jeté  erhielt eine Einladung in die Sektion Panorama der Berlinale. Dort wurde das Werk am 11. Februar 2022 uraufgeführt. Am 10. März 2024 wurde der Film erstmals auf Das Erste im Fernsehen gezeigt.

## Kritik
„Trotz einer sinnlichen Bildsprache und einigen interessanten, wenn auch eher angedeuteten Gedanken über Nähe, Kontrolle und Narzissmus ein letztlich doch arg abstraktes Gedankenspiel.“